# Pedies huarus
Pedies huarus är en insektsart som beskrevs av Cigliano och D. Otte 2003. Pedies huarus ingår i släktet Pedies och familjen gräshoppor. Inga underarter finns listade i Catalogue of Life.